# SN 1990N
SN 1990N – supernowa typu Ia odkryta 10 lipca 1990 roku w galaktyce NGC 4639. Jej maksymalna jasność wynosiła 12,76m.